# Thomas Allier
Thomas Allier (nascido em 24 de março de 1975) é um ex-ciclista de BMX profissional francês, ganhador de três medalhas no Campeonato Mundial de BMX entre os anos de 1998 e 2000, e cinco medalhas no Campeonato Europeu de BMX entre os anos de 1997 e 2007. Competiu nos Jogos Olímpicos de Verão de 2008, no entanto, ele não chegou à final.

## Palmarés internacional
| Campeonato Mundial | Campeonato Mundial          | Campeonato Mundial | Campeonato Mundial |
| Ano                | Local                       | Medalha            | Competição         |
| ------------------ | --------------------------- | ------------------ | ------------------ |
| 1998               | Melbourne ( Austrália)      | 1                  | Corrida            |
| 1999               | Vallet ( França)            | 2                  | Cruzador           |
| 2000               | Córdova ( Argentina)        | 1                  | Corrida            |
| Campeonato Europeu |                             |                    |                    |
| Ano                | Local                       | Medalha            | Competição         |
| 1997               | Doetinchem ( Países Baixos) | 2                  | Corrida            |
| 1998               | Schwedt ( Alemanha)         | 1                  | Corrida            |
| 2004               | Klatovy ( Chéquia)          | 1                  | Corrida            |
| 2005               | Echichens ( Suíça )         | 1                  | Corrida            |
| 2007               | Romans ( França)            | 1                  | Corrida            |